# Peltophryne fracta
El sapo crestado oriental[cita requerida] (Peltophryne fracta) es una especie de anfibio anuro de la familia de sapos Bufonidae. Es un endemismo de la República Dominicana. Habita zonas forestales degradadas. Tiene una distribución muy reducida y fragmentada y se encuentra amenazado por la pérdida y degradación de su hábitat.
Esta especie se encuentra en la República Dominicana , por debajo de los 500 m de altitud.

## Publicación original
- Schwartz, 1972 : The native toads (Anura, Bufonidae) of Hispaniola. Journal of Herpetology, vol. 6, n. 3-4, p. 217-231.